# Apistogramma

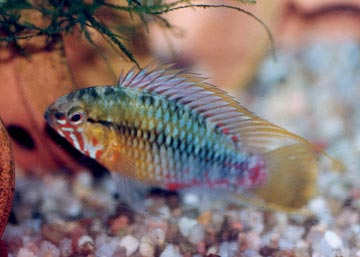
Apistogramma hongsloi

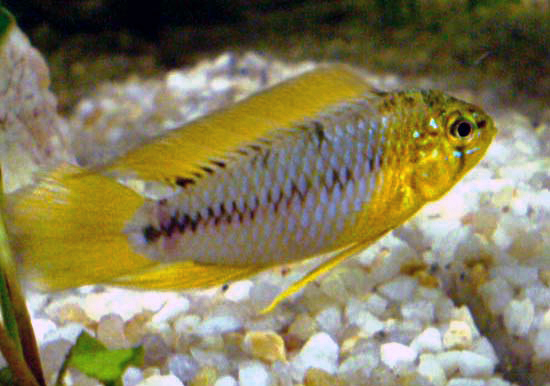
Apistogramma borellii

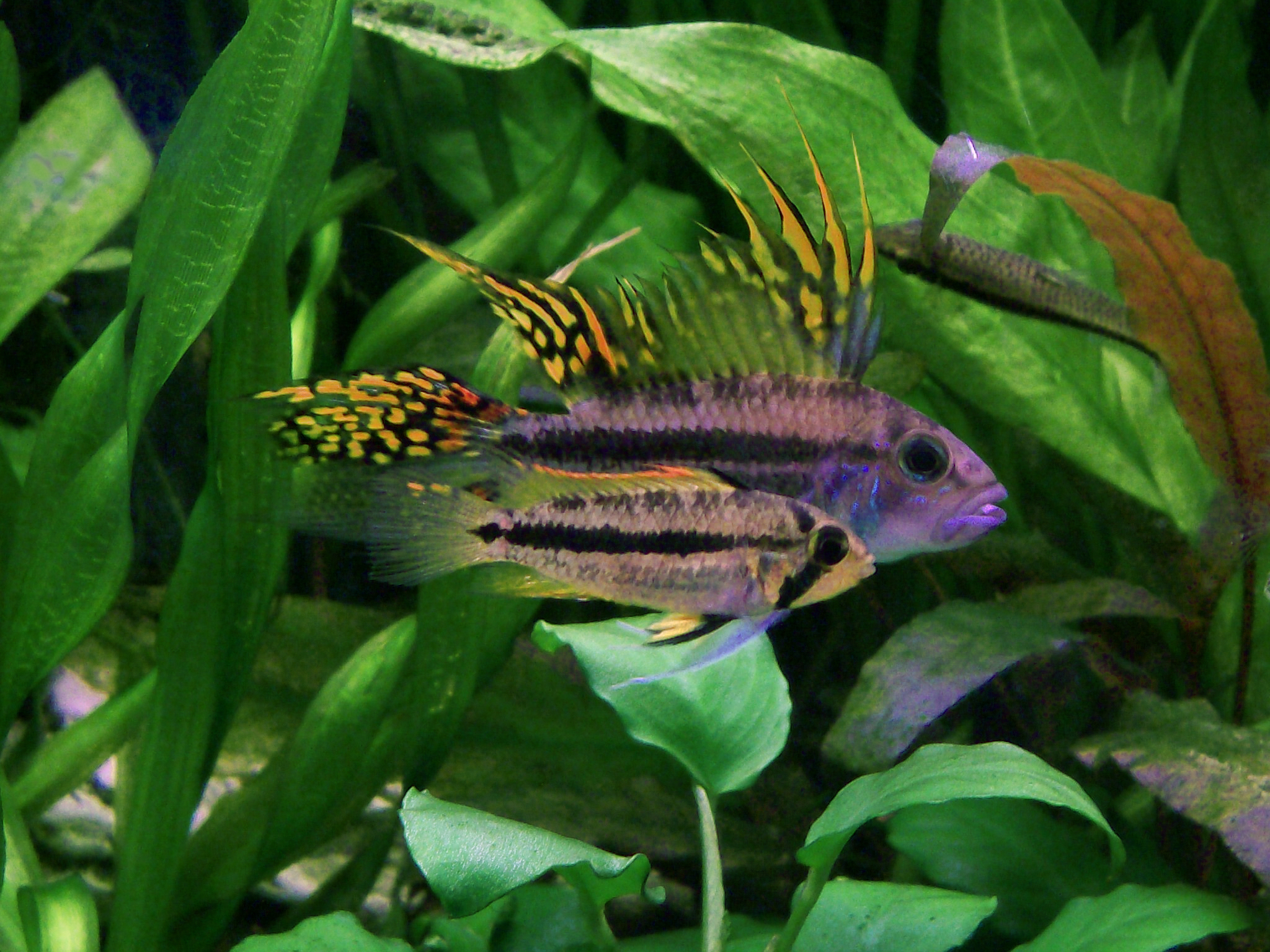
Apistogramma cacatuoides

Apistogramma és un gènere de peixos de la família dels cíclids i de l'ordre dels cipriniformes que es troba a Sud-amèrica: conques de l'Orinoco, del riu Paraguai, de l'Amazones, trams del riu Paranà a l'Argentina, el tram mitjà-inferior del riu Uruguai, a l'estat de Tocantins (Brasil) i a algunes regions de Veneçuela i de la Guaiana.

## Taxonomia
- Apistogramma acrensis (Staeck, 2003)[1]
- Apistogramma agassizii (Steindachner, 1875)[2]
- Apistogramma aguarico (Römer & Hahn, 2013)[3]
- Apistogramma alacrina (Kullander, 2004)[4]
- Apistogramma allpahuayo (Römer et al., 2012)[5]
- Apistogramma amoena (Cope, 1872)[6]
- Apistogramma angayuara (Kullander & Ferreira, 2005)[7]
- Apistogramma arua (Römer & Warzel, 1998)[8]
- Apistogramma atahualpa (Römer, 1997)[9]
- Apistogramma baenschi (Römer et al., 2004)[10]
- Apistogramma barlowi (Römer & Hahn, 2008)[11]
- Apistogramma bitaeniata (Pellegrin, 1936)[12]
- Apistogramma borellii (Regan, 1906)[13]
- Apistogramma brevis (Kullander, 1980)[14]
- Apistogramma cacatuoides (Hoedeman, 1951)[15]
- Apistogramma caetei (Kullander, 1980)[16]
- Apistogramma cinilabra (Römer et al., 2011)[17]
- Apistogramma commbrae (Regan, 1906)[13]
- Apistogramma cruzi (Kullander, 1986)[18]
- Apistogramma diplotaenia (Kullander, 1987)[19]
- Apistogramma elizabethae (Kullander, 1980)[16]
- Apistogramma eremnopyge (Ready & Kullander, 2004)[20]
- Apistogramma erythrura (Staeck & Schindler, 2008)[21]
- Apistogramma eunotus (Kullander, 1981)[22]
- Apistogramma geisleri (Meinken, 1971)[23]
- Apistogramma gephyra (Kullander, 1980)[16]
- Apistogramma gibbiceps (Meinken, 1969)[24]
- Apistogramma gossei (Kullander, 1982)[25]
- Apistogramma guttata (Antonio C et al., 1989)
- Apistogramma helkeri (Schindler & Staeck, 2008)[26]
- Apistogramma hippolytae (Kullander, 1982)[27]
- Apistogramma hoignei (Meinken, 1965)[28]
- Apistogramma hongsloi (Kullander, 1979)[29]
- Apistogramma inconspicua (Kullander, 1983)[30]
- Apistogramma iniridae (Kullander, 1979)[31]
- Apistogramma inornata (Staeck, 2003)[1]
- Apistogramma juruensis (Kullander, 1986)[18]
- Apistogramma linkei (Koslowski, 1985)[32]
- Apistogramma luelingi (Kullander, 1976)[33]
- Apistogramma maciliense (Hasemen, 1911)[34]
- Apistogramma macmasteri (Kullander, 1979)[29]
- Apistogramma martini (Römer et al., 2003)[35]
- Apistogramma meinkeni (Kullander, 1980)[16]
- Apistogramma mendezi (Römer, 1994)[36]
- Apistogramma moae (Kullander, 1980)[37]
- Apistogramma nijsseni (Kullander, 1979)[38]
- Apistogramma norberti (Staeck, 1991)[39]
- Apistogramma ortmanni (Eigenmann, 1912)[40]
- Apistogramma panduro (Römer, 1997)[41]
- Apistogramma parva (Ahl, 1931)[42]
- Apistogramma paucisquamis (Kullander, 1988)[43]
- Apistogramma paulmuelleri (Römer et al., 2013)[44]
- Apistogramma payaminonis (Kullander, 1986)[18]
- Apistogramma personata (Kullander, 1980)[37]
- Apistogramma pertensis (Haseman, 1911)[45]
- Apistogramma piauiensis (Kullander, 1980)[37]
- Apistogramma playayacu (Römer et al., 2012)[46]
- Apistogramma pleurotaenia (Regan, 1909)[47]
- Apistogramma pulchra (Kullander, 1980)[37]
- Apistogramma regani (Kullander, 1980)[37]
- Apistogramma resticulosa (Kullander, 1980)[48]
- Apistogramma rubrolineata (Hein, Zarske & Zapata, 2002)[49]
- Apistogramma rupununi (Fowler, 1914)[50]
- Apistogramma salpinction (Kullander & Ferreira, 2005)[51]
- Apistogramma similis (Staeck, 2003)[1]
- Apistogramma staecki (Koslowski, 1985)[52]
- Apistogramma steindachneri (Regan, 1908)[53]
- Apistogramma taeniata (Gunther, 1862)[54]
- Apistogramma trifasciata (Eigenmann & Kennedy, 1903)[55]
- Apistogramma tucurui (Staeck, 2003)[1]
- Apistogramma uaupesi (Kullander, 1980)[37]
- Apistogramma urteagai (Kullander, 1986)[18]
- Apistogramma velifera (Staeck, 2003)[1]
- Apistogramma viejita (Kullander, 1979)[56][57][58][59][60][61][62][63][64]